# Il signore desidera?
Il signore desidera? è un film del 1933 diretto da Gennaro Righelli.

## Trama
Mirella lavora come commessa di un grande centro commerciale. Un giorno scopre che un giovane ladro le sta svaligiando il negozio, ma Mirella al posto di chiamare la polizia, lo convince a desistere dall'impresa. I due faranno amicizia.